# Przejście graniczne Lutynia-Travná
Przejście graniczne Lutynia-Travná – polsko-czeskie przejście graniczne małego ruchu granicznego i na szlaku turystycznym położone w województwie dolnośląskim, w powiecie kłodzkim, w gminie Lądek-Zdrój, zlikwidowane w 2007.

## Opis
Przejście graniczne na szlaku turystycznym Lutynia-Travná w rejonie znaku granicznego nr V/15 zostało utworzone 10 marca 2003. Czynne było przez cały rok w godz. 6.00–22.00. Dopuszczony był ruch pieszych, rowerzystów, narciarzy i osób korzystających z wózków inwalidzkich o napędzie ekologicznym.
Przejście graniczne małego ruch granicznego Lutynia-Travná zostało utworzone w dniu 19 lutego 1996. Czynne było w godz. 6.00–22.00 przez cały rok. Dopuszczony był ruch pieszych, rowerzystów, motorowerów o pojemności skokowej silnika do 50 cm³ i transportem rolniczym.
W obu przejściach granicznych doraźnie kontrolę graniczną i celną wykonywały organy Straży Granicznej.
21 grudnia 2007 na mocy układu z Schengen przejścia graniczne zostały zlikwidowane.
Do przekraczania granicy państwowej z Republiką Czeską na szlakach turystycznych uprawnieni byli obywatele następujących państw:

1. Republika Austrii
2. Królestwo Belgii
3. Republika Grecji
4. Królestwo Danii
5. Republika Estonii
6. Republika Finlandii
7. Republika Francuska
8. Królestwo Hiszpanii
9. Królestwo Niderlandów
10. Państwo Izrael
11. Japonia
12. Republika Irlandii
13. Republika Islandii
14. Kanada
15. Wielkie Księstwo Luksemburga
16. Republika Litewska
17. Republika Łotewska
18. Republika Federalna Niemiec
19. Królestwo Norwegii
20. Republika Portugalska
21. Republika Słowacka
22. Republika Słowenii
23. Stany Zjednoczone Ameryki Północnej
24. Konfederacja Szwajcarska
25. Królestwo Szwecji
26. Republika Węgierska
27. Zjednoczone Królestwo Wielkiej Brytanii i Irlandii Północnej
28. Republika Włoska
29. Republika Cypryjska[6]
30. Księstwo Liechtensteinu[6]
31. Republika Malty[6].

## Galeria

Przejście graniczne Marklowice Lutynia-Travná
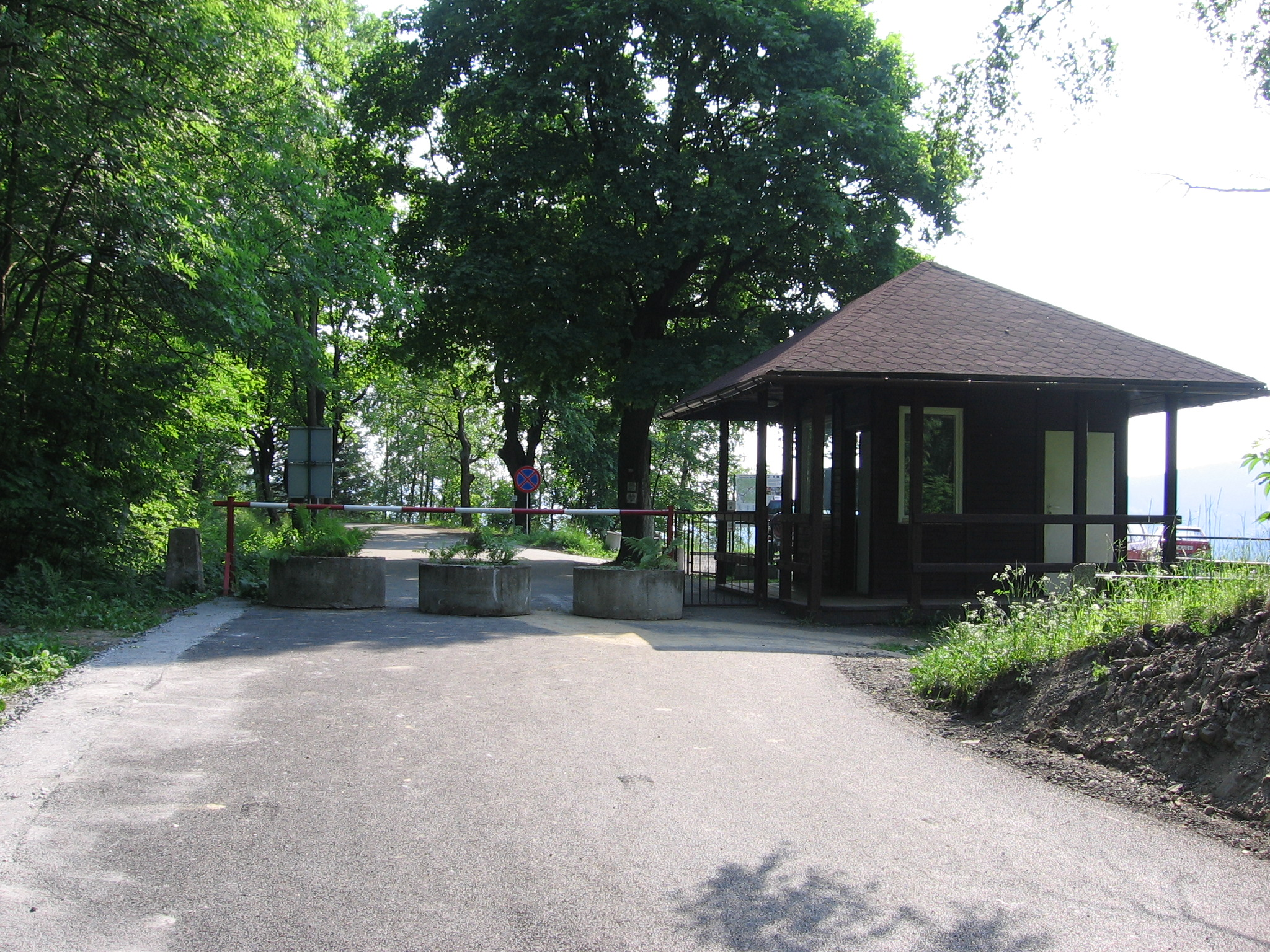
Widok od strony czeskiej (czerwiec 2006)
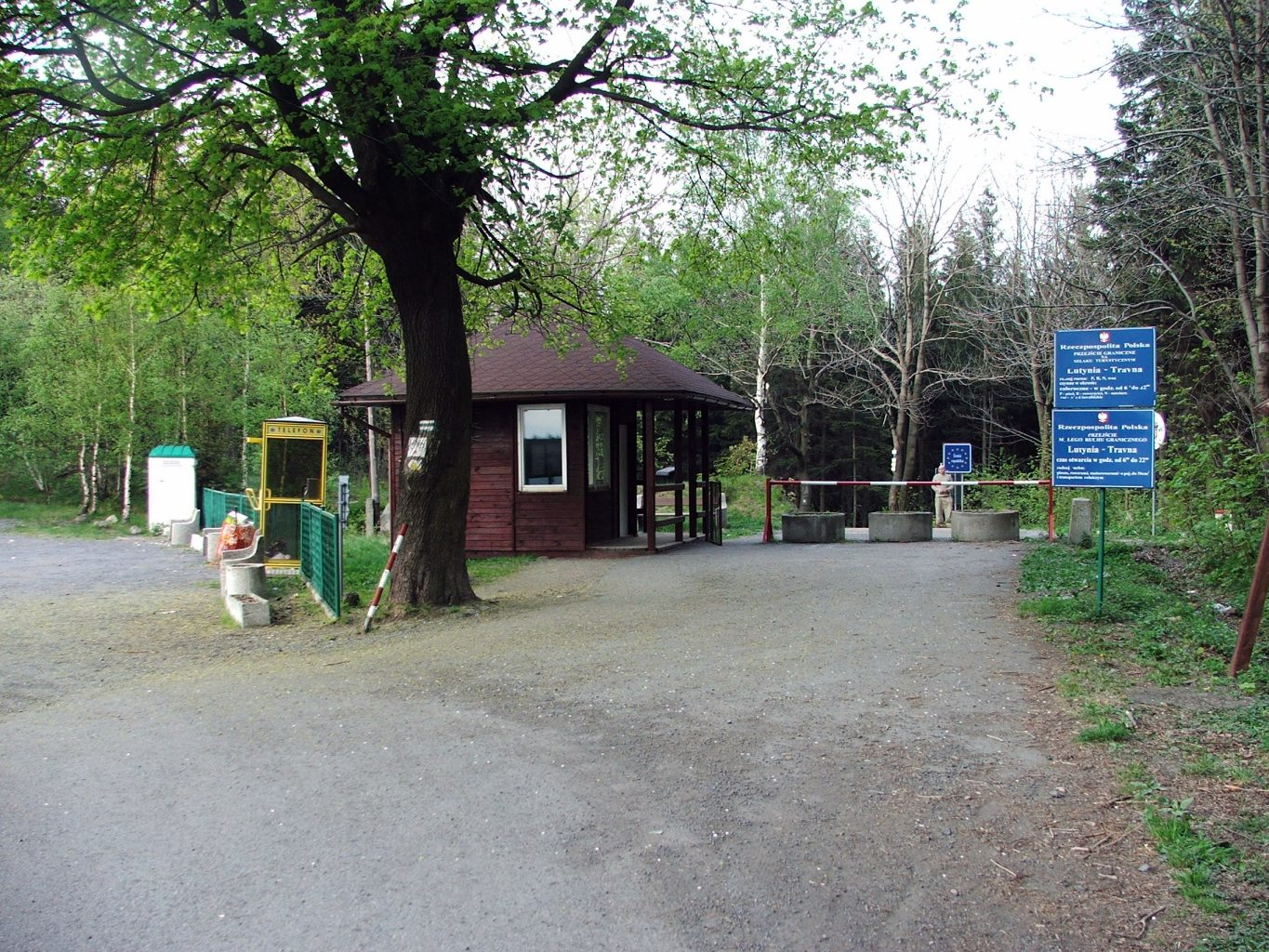
Widok od strony polskiej (maj 2007)
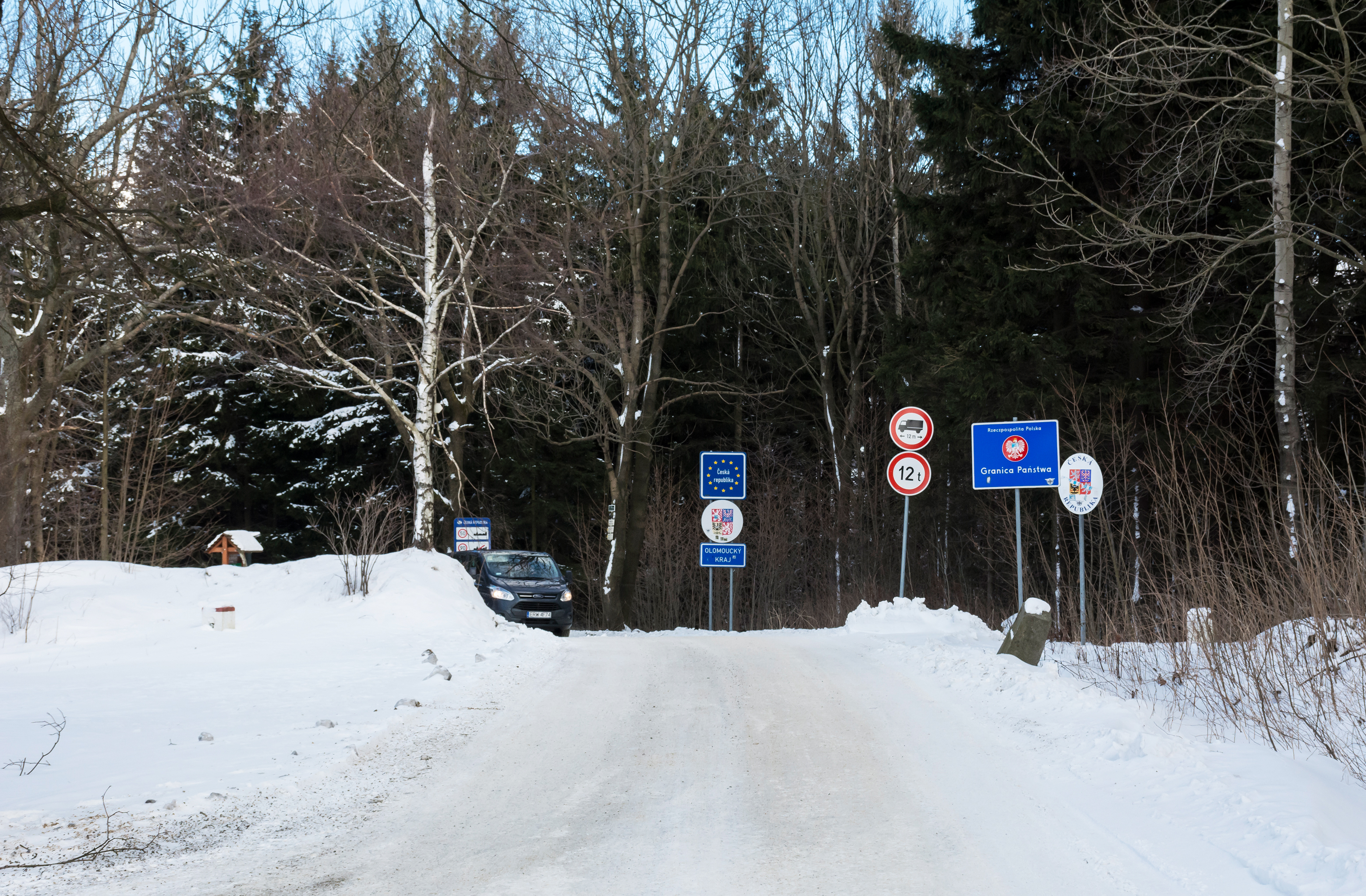
Widok od strony polskiej (luty 2015)